# أديبور
أُدَيْبُور (بالهندستانية: اودے پور) مدينة في ولاية راجستان الهندية، وهي مركز عمالة أديبور في قسم أديبور. بلغ عدد سكانها 451,100 نسمة، تبلغ مساحتها 37 كيلومتر مربع، رمزها البريدي هو 313001.

## أعلام
- راهول سينغ
- رام نارايان
- راكيش فيجاي
- راجيش سوني